# Clytobius davidis
Clytobius davidis là một loài bọ cánh cứng trong họ Cerambycidae.